# Sauti za Busara
Das Sauti za Busara (Swahili für "Stimmen der Weisheit"; international auch unter der englischen Übersetzung Sounds of Wisdom bekannt) ist ein jährliches Musikfestival auf Sansibar in Tansania. Es findet während drei Tagen im Februar in Stone Town statt. Zum Festival gehört die eröffnende Carnival Parade; ein Umzug mit über 200 Künstlern durch Stone Town hin zum Hauptveranstaltungsort in und um Ngome Kongwe. Seit 2004 besuchten über 360.000 Personen in 22 Austragungen das Festival, das als eines der besten in Ostafrika gilt.

## Geschichte

### Gründung
Der in Großbritannien geborene Yusuf Mahmoud war in den 1980er-Jahren im Anti-Apartheid Movement aktiv und vermittelte afrikanische Musiker für Veranstaltungen. Laut eigener Aussage erkannte er damals: "[...] the power of African music to raise awareness, change hearts and minds and build solidarity across borders." (deutsch: "[..]die Kraft afrikanischer Musik, um Bewusstsein zu schaffen, Herzen und Überzeugungen zu verändern und Solidarität über Grenzen hinweg zu bilden."). Er ging 1998 zum ersten Mal nach Stone Town auf Sansibar und arbeitete für das erste Zanzibar International Film Festival. Nach der ersten Ausgabe wurde er Verantwortlicher für Musik und Darstellende Kunst und hatte diese Position fünf Jahre lang inne. Im Jahr 2003 traf sich Yusuf Mahmoud mit den ebenfalls im kulturellen Sektor aktiven Simai Mohamed Said, Emerson Skeens, Ruge Mutahaba, Ahmed Yuma, Hildegard Kiel und Waziri Ally auf dem Gelände der Dhow Countries Music Academy, um über die Notwendigkeit für ein Musikfestival zu diskutieren. Er gründete mit ihnen die Nichtregierungsorganisation Busara Promotions, die seither das Sauti za Busara veranstaltet. Der Musiker Yussuf Ahmed Aley war ebenfalls einer der Gründer, auch wenn er laut Said nicht am ersten Treffen beteiligt war. Erste Namensvorschläge waren Ngoma zua Busara (Swahili für "Trommeln bringen Weisheit hervor") und Sauti ya Busara (Swahili für "Stimme der Weisheit"), wobei Letzteres in der Pluralform ("Stimmen") zum genutzten Namen wurde.

### 2004 bis 2016
Die erste Ausgabe fand 2004 im Park Forodhani Gardens in Stone Town statt. Vorsitzender des Kuratoriums der Organisatoren war Simai Mohamed Said. Die erste improvisierte Bühne bestand aus einer Erhebung und dahinter waren einige Plastikplanen festgemacht, weshalb Emerson Skeens den Vergleich zu einem Flüchtlingscamp zog. Am Nachmittag vor dem Festival wurde ein Mitglied des Zensurkomitees von Sansibar auf die Veranstaltung aufmerksam und verbot sie, da die Bewilligung fehlte. Simai Mohamed Said konnte eine kurzfristige Sitzung des Zensurkomitees erwirken und gegen 16:00 Uhr wurde die Bewilligung für die ab 17:00 Uhr geplante Veranstaltung erteilt. Das Zensurkomitee musste jedoch alle Musiker und die Kleidung aller auftretenden Personen bewilligen. Das Festival war kostenlos und zog viele Besucher an, war jedoch finanziell nicht erfolgreich.
Im folgenden Jahr fand Sauti za Busara erneut statt und während vier Tagen besuchten es über 3.000 Besucher. Vom Forodhani Gardens verlagerte sich die Hauptbühne in den Hof des Forts Ngome Kongwe. Im Vergleich zur vorjährigen Ausgabe waren nur die Konzerte von 16 Uhr bis 20 Uhr kostenlos und danach war eine Eintrittsgebühr von 500 TSh (damals etwa 0,5 USD) fällig. Die 93-jährige Bi Kiude trat als Festival Guest of Honour auf und eröffnete das zweite Sauti za Busara.
Der Vorläufer der 2007 zum ersten Mal stattfindenden Carnival Parade war der Marsch durch die Straßen der Stadt durch die Beni-Marschband Beni ya Polisi während der Ausgabe 2006. Ab 2007 wurde das Festival durch die Carnival Parade eröffnet und nach den vier Tagen mit Konzerten noch weitere Veranstaltungen im Umfeld des Sauti za Busara durchgeführt. Die zusätzlichen Tage werden manchmal zum Veranstaltungszeitraum des Musikfestivals dazu gezählt, selbst wenn Festivaltickets nur für die ersten vier Tage mit Konzerten im Fort Ngome Kongwe gekauft werden konnten.
Ab dem 10. Dezember 2009 wurde die Stromversorgung Sansibars durch ein beschädigtes Unterseekabel bis zum 9. März 2010 unterbrochen. Das Festival fand trotzdem statt und wurde durch Generatoren betrieben.
Für die Ausgabe 2012 hatten sich über 600 Künstlerinnen und Künstler aus über 60 Ländern für das Festival beworben und 31 wurden ausgewählt. Zum 10. Jubiläum in 2013 wurden Publikumslieblinge der vorherigen Jahre eingeladen. Zu diesem Zeitpunkt hatte das Festival ein breites Rahmenprogramm entwickelt, das neben den Konzerten afrikanische Musikfilme und -dokumentationen zeigte, Networking-Möglichkeiten für Kunstschaffende bot und unzählige kleinere Vorführungen, After-Show-Partys, Modeschauen und Märkte in Stone Town umfasste. Dies wurde als Busara Xtra bezeichnet.
Nach der Ausgabe im Februar 2015 wurde bekannt, dass die Organisatoren 200.000 USD für die Finanzierung der nächsten Ausgabe aufbringen mussten. Im August waren erst 42.000 USD gesammelt und die Ausgabe 2016 wurde abgesagt. Im November 2016 kündigte die Schweizer Botschaft in Tansania eine dreijährige Partnerschaft als eine der Hauptsponsoren an und investierte über 250 Millionen TSh (etwa 120.000 USD) in das Festival.

### 2017 bis heute
Ab 2017 fand das Festival wieder jährlich statt. Während der COVID-19-Pandemie wurde keine Ausgabe des Festivals abgesagt, obwohl insbesondere 2021 westliche Geldgeber zu einer Absage geraten hatten. Yusuf Mahmoud erklärte, dass bis zum letzten Tag unklar war, ob das Festival 2021 stattfinden würde. Er wollte damit jedoch den Menschen Hoffnung bringen und den Musikern eine Möglichkeit, nach langer Zeit wieder etwas Geld zu verdienen. Das Festival fand nur an zwei Tagen statt und fast alle Künstler stammten aus Tansania, da Reisen ausländischer Musiker abgesagt wurden. Das Festival hatte Maßnahmen ergriffen, eine Verbreitung des Virus zu verhindern, indem den Besuchern am Eingang die Temperatur gemessen wurde und es Handwaschstationen gab. Das Tragen von Masken war empfohlen, wurde aber kaum von jemandem befolgt.
Die Ausgaben während der Pandemie strapazierten die bereits zuvor knappen Ressourcen, weshalb die Ausgabe 2023 zuerst unsicher war. Nachdem Sauti za Busara 2023 zu Ende war, konnte Busara Promotions die Ausgaben 2024 und 2025 bereits ankündigen, da die Finanzierung durch ein Sponsoring von Fumba Town, einem Stadtbauprojekt, gesichert war. Yusuf Mahmoud gab im Juli 2023 nach 20 Jahren die Leitung des Musikfestivals und von Busara Promotions ab. Der Tansanier Journey Ramadhan wurde neuer Festival Director, nachdem er bereits seit 2009 als Artists' Liaison Coordinator und später als Festival Manager bei Busara Promotions gearbeitet hatte. Der deutsche Lorenz Herrmann wurde neuer Managing Director von Busara Promotions. Yusuf Mahmoud blieb weiterhin Mitglied im Kuratorium von Busara Promotions.
Unter der neuen Führung entwickelte sich das Festival weiter. 2024 wurde erstmals wieder eine Carnival Parade durchgeführt, nachdem diese einige Jahre lang nicht stattgefunden hatte. Ein bargeldloses Bezahlsystem wurde eingeführt und mit dem Busara Plus eine vierte Bühne ins Programm aufgenommen. Sie wurde vollständig von Fumba Town finanziert und befand sich 20 Minuten außerhalb von Stone Town in Fumba Town.

## Line-ups
Das Festival bucht nahezu ausschließlich Künstler aus afrikanischen Ländern und deren Diaspora. In den ersten Jahren bestand das Line-up zu großen Teilen aus Musikern aus Sansibar und Tansania. Bis 2015 waren noch etwa die Hälfte aller Künstler lokal. Der Gründer des Festivals Yusuf Mahmoud erklärte 2017, dass das Festival einen größeren Anteil ausländischer Musiker zulässt, um den ostafrikanischen Künstlern die Möglichkeit zu geben, sich inspirieren zu lassen und zu lernen. Dies habe einen positiven Einfluss auf die Qualität der einheimischen Musiker gehabt, die seit der ersten Ausgabe ihre Auftritte verbessert haben und dadurch auch international bestehen können.